# Municipio de Guáimaro
Municipio de Guáimaro är en kommun i Kuba.   Den ligger i provinsen Provincia de Camagüey, i den östra delen av landet, 600 km öster om huvudstaden Havanna. Antalet invånare är 57 086. Arean är 1 847 kvadratkilometer.
Terrängen i Municipio de Guáimaro är platt.